# かとう唯
かとう 唯（かとう ゆい、1990年6月30日 - ）は、日本のミュージカル女優、女性歌手、タレント、だじゃれアンバサダー。D1だじゃれグランプリ2024王者。初代ミス・ティアーズ ジャパン（泣き顔の美しさを競うミスコン）グランプリ受賞。三重県出身。

## 活動履歴
幼少時にミュージカル『アニー』に憧れ、小学校3年生の時から地元劇団でミュージカルの舞台に立つ。初舞台の作品が宝塚ミュージカルコンクールで金賞を獲得。3年連続でその作品に出演。
2011年に名古屋のビアガーデン・マイアミのマイちゃんアミちゃんのマイちゃんとしてアイドルデビュー。芸能活動開始。。
2012年3月31日に平成琴姫の加藤唯としてライブデビュー。2013年6月、平成琴姫の初シングル「メロディ」発売。オリコンインディーズランキング1位獲得。同年10月には平成琴姫のメンバーとして『銭形金太郎』（テレビ朝日）に出演している。
2014年4月、平成琴姫の2ndシングル「Darkness」でオリコンウィークリーランキング13位、デイリーランキング2位。2015年2月、自身が作詞した平成琴姫のシングル「乙女革命」がオリコンウィークリーランキング19位、デイリーランキング3位を獲得した。
2015年3月、新宿ReNYでの平成琴姫ワンマンライブ「夢見月 春一番！」よりかとう唯に改名。
2015年6月に平成琴姫から桃屋マミ、沙月美祐が卒業したことで、暫定的にソロ活動を行う。平成琴姫の新メンバーオーディションにはかとう自身も審査員として参加した。2015年7月には新メンバーを迎えた平成琴姫のリーダーとして、ロンドンの日本文化イベント「HYPER JAPAN 2015」にて海外デビューを果たした。
2016年7月9日、再びミュージカルの舞台出演を目指して、川崎クラブチッタのワンマンライブで平成琴姫を卒業。同年11月27日のワンマンライブでソロで活動を再開し、同年12月にはミュージカル座公演『スペリング・ビー』への出演を果たした。2017年6月には初のソロシングルCDとして、かとう自ら作詞作曲した「夢をカタチに」をリリースした。以降は舞台出演をメインとし、ライブ、テレビ・CM出演なども行っている。
2019年8月8日に公式YouTubeチャンネル『ゆいチューブ』を開設した。
幼い頃からのダジャレ（駄洒落）好きを活かしての活動も多く、ダジャレをテーマにしたテレビ番組への出演や、ダジャレを多く使った楽曲の発表も行った。2020年8月31日には、日本だじゃれ活用協会が9月1日を「だじゃれの日」と定めたことにともなって「だじゃれアンバサダー」に就任し、2022年9月1日には日本だじゃれ活用協会認定ファシリテーターの資格を取得した。2022年12月には小学校で講師デビューを果たす。また、尊敬する芸能人がデーブスペクターであると公言している事から埼玉県出身という説があるが、三重県出身である。
2021年に芸能活動10周年を記念し、CAMPFIREにてクラウドファンディングを実施。プロジェクト開始初日の3月31日にツイキャスで生配信を行い、その配信時間中に100万円の目標を達成。最終的に200万円以上の支援を集める。
CAMPFIREスタッフによると、初日の配信中に目標を達成したケースは初めてだったとのこと。
このプロジェクトはオリジナルソング「ダジャロック！」のMUSIC VIDEO作成と樫原伸彦への新曲作成依頼を目的としており、同プロジェクトが成功したことによって「ダジャロック！」のMUSIC VIDEOは作成される事となり、自身のYouTubeチャンネルにて公開された。
また、新曲「東京プリンセスストーリー」（作詞:かとう唯、作曲:樫原伸彦、編曲:難波研）も作成されて2021年10月29日に配信開始し、2021年12月19日に同曲のMUSIC VIDEOがYouTubeチャンネルにて公開された。
埼玉県加須市で行われた「D1だじゃれグランプリ2022」に初出場し3位銅メダイを獲得。「D1だじゃれグランプリ2023」では、準決勝で自身のファンと対戦。全く手加減をしないファンと大接戦の上、決勝に進出するも、惜しくも優勝を逃して2位銀メダイとなる。「D1だじゃれグランプリ2024」優勝。悲願の金メダイを獲得。３年連続でメダイを獲得し、金銀銅すべてのメダイをコンプリートした。
2022年7月9日（泣く日）、千葉県銚子市で行われた泣き顔の美しさを競うミスコン「ミス・ティアーズ ジャパン」に出場し、初代グランプリに輝く。銚子電鉄「銚電感涙大使」の称号が授与され、副賞として石田純一・いしだ壱成親子初共演映画『散歩屋ケンちゃん』の出演権を獲得し、同映画は2023年7月7日に公開した。
2022年11月1日、新宿ReNYでのライブをもって2015年5月から7年半所属した株式会社プリュとの契約を終了、その後2023年7月7日に株式会社ショーデザインへの所属を自身のtwitterアカウントで発表した。
2024年5月15日、自身のYoutube(ゆいチューブ)で、結婚の報告とともに持病の治療のために芸能活動をしばらく休止することを報告した。

## 人物
- 幼い頃からダジャレ（駄洒落）が好きで、ダジャレのタレント「ダジャレント」を自称していたが、2019年10月には日本だじゃれ活用協会から「注目のだじゃらー」としてインタビューを受け[21]、2020年9月1日に「だじゃれアンバサダー」に就任。「飯尾和樹のぺっこり☆だじゃれ研究会」や「天才てれびくんhallo,」などダジャレ関連のテレビ番組に出演している[22][23]。
- 好きな食べ物はアボカドとグミ。アボカドは平成琴姫での自己紹介にも取り入れていた。[24]。

- 魚介類が苦手で刺身が食べられず人生半分を損していたが、マグロやハマチなど食べられるようになった。

- 姉はピアノの教師で、本人も15年間エレクトーンを習っていた[25]。

- 雑誌等のインタビューで、よく聴くアーティスト、好きなアーティストとして、aiko、いきものがかり、ももいろクローバーZ、竹内まりやなどを挙げている[26][27]。
- 好きなアニメは『ちびまる子ちゃん』で、「踊るポンポコリン」を歌いながら、登場人物の似顔絵を描くという「フリップ芸（めくり芸）」の特技を持っている。

## 作品

### シングル
- 夢をカタチに（2017年6月30日 RIPPLE-0005）

1. 夢をカタチに
2. 晴れ ときどき 晴れ
3. 夢をカタチに Instrument
4. 晴れ ときどき 晴れ Instrument

### 配信楽曲
- ダジャロック！（2020年1月13日 DAJARECORDS）
- 心配性（2020年10月21日 DAJARECORDS）
- 東京プリンセスストーリー（2021年10月30日 DAJARECORDS）

### 写真集
涙活9周年×銚子電鉄99周年企画「ミス・ティアーズ 泣き顔写真集」（2022年8月9日）- 撮影：山岸伸

### デジタル写真集
- ゆいのゆーいぎな時間 完全版: かとう唯デジタル写真集 Kindle版（2020年12月22日）ASIN B08R71GJ11
- 今日、休みなんやん。: かとう唯デジタル写真集 Kindle版（2022年1月26日）ASIN B09RB9VR2S

## 主な出演

### 舞台
- 「天国のシャボン玉ホリデー」（2015年3月、日本喜劇人協会） - ユミ（ザ・ピーナッツ） 役
- 「スペリング・ビー」（2016年12月、ミュージカル座） - ヒロイン オリーブ・オストロフスキー 役[28]
- 「マリオネット」（2017年5月、ミュージカル座） - ヒロイン ソフィー 役[29]
- 「RANGER」（2017年12月、ミュージカル座） - ヒロイン 結城花菜 役[30]
- 「ソレイル〜太陽の王様〜」（2018年5月 - 6月、IFYプロジェクトミュージカル） - 王子 役
- 「アワード」（2018年10-11月、ミュージカル座） - ジョディ・ケリー 役[31]
- 「卓球☆ウォーズ」（2018年11月 - 12月、ミュージカル「卓球☆ウォーズ」実行委員会） - 井村穂香 役
- 「タイム・フライズ」（2019年2月、ミュージカル座） - 板岡ひとみ　役[32]
- 「プロパガンダ・コクピット」（2019年4月、ミュージカル座） - タレント 役[33]
- 「ZERO 公安警察特殊部隊『霧組』」（2019年6月、toshiLOG） - ダブルヒロイン 斎藤莉子 役
- 「GODSPELL」（2019年11月 - 12月、ミュージカル座） - woman2 役[34]
- 「クリスマスに歌えば」（2019年12月、ミュージカル座） - [35]
- 「大人になったピノッキオ」（2021年2月、THEATRE UBUNTU） - 妻 役[36]
- 「明治座7月純烈公演『ラブレターを取り返せ！』」（2021年7月、明治座） - ドロシー 役[37]
- 「サイト」（2021年12月、ミュージカル座） - 主役 ひきこもりっこ 役[38]
- 「プロパガンダ・コクピット」（2022年4月、ミュージカル座） - ヒロイン ユズ 役[39]
- 「YOKOHAMA Short Stories」（2022年10月、ウキヨホテルプロジェクト） - シウマイガール　他役[40]
- 「TRIANGLE」（2022年11月 - 12月、お座敷コブラ） - 山口弓 役[41]
- 「クリスマスに歌えば」（2022年12月、ミュージカル座） [42]
- 「LIFE IS DERBY 〜朝もやの向こうから〜」（2023年11月、東員ミュージカル） - 北野千夢 役

### 映画
- 石田純一・いしだ壱成初共演映画『散歩屋ケンちゃん』（2023年7月7日より全国順次公開)

### イベント
- 『月曜のガチャガチャしたモリシー。』Presented by TAMA-KYU（2022年9月19日) - だじゃれアンバサダーとしてゲスト出演、『ダジャレで覚える47都道府県（残酷な天使のテーゼの替え歌）』の生演奏バージョンでフリップ芸を披露。のど自慢大会優勝

- 日野日出志の画業55周年記念イベント『日野フェス』- 渋谷Spotify O-EAST（2022年9月27日)[43] - MCとして出演

- 映画『散歩屋ケンちゃん』初日舞台挨拶 - 池袋シネマ・ロサ（2023年7月7日)[44] - MCとして出演
- 日本だじゃれ活用協会設立10周年記念フェス - 川崎市平和館 (2024年9月1日)[45] - MCとシンガーとして出演

### 新聞
- 中日新聞（2022年7月29日)〈ゼロからのナゴヤアイドル学〉「マイアミ」OG 夢の舞台俳優に[46]

### テレビ
- 全力坂（2017年2月、テレビ朝日）
- 痛快TVスカッとジャパン（2018年3月、フジテレビ）
- ウッティタウン6丁目のカフェ（2018年5月、テレビ山梨）
- 飯尾和樹のぺっこり☆だじゃれ研究会（2020年2月11日、BS朝日・BS朝日 4K[22]）
- 天才てれびくんhallo,（2020年12月8日、NHK Eテレ） - だじゃれ講師役として出演
- lol-planets（2021年12月8日、テレビ神奈川） - だじゃれアンバサダーとして出演[47]
- ニューヨーク恋愛市場（2022年11月22日、ABEMA） - だじゃれアンバサダーとして出演、恋愛大喜利大会で優勝
- 熱唱!ミリオンシンガー（2023年7月10日、日本テレビ）
- ヒロミ・指原の“恋のお世話始めました” （2023年7月28日、テレビ朝日 ABEMA）

### ラジオ
- オンガクノススメ(2021年10月5日、12日、みのおFM） - だじゃれアンバサダーとしてゲスト出演
- 天才・ガリンペイロの元気が出るラジオ(2021年12月3日、鳥越アズーリFM） - ゲスト出演
- パンサー向井の＃ふらっと「ドッキドキ！協会マッチング」[48]（2022年5月31日、TBSラジオ）- だじゃれアンバサダーとしてゲスト出演
- 月曜のガチャガチャした話し。 [49]  （2022年7月18日、ニッポン放送）- だじゃれアンバサダーとしてゲスト出演
- 西室真希の旅するクローゼット（2022年10月15日 Spotify） - ゲスト出演
- パンサー向井の＃ふらっと「ドッキドキ！協会マッチング」（2023年1月3日、TBSラジオ）- だじゃれアンバサダーとしてゲスト出演
- 多田しげおの気分爽快!!～朝からP•O•N「こんな協会ありまっせ！」[50]（2023年1月31日、CBCラジオ）- だじゃれアンバサダーとしてゲスト出演
- MORNING BOOOOOOST「THE FOCUS」（2023年6月6日、ZIP-FM)- だじゃれアンバサダーとしてゲスト出演
- パンサー向井の＃ふらっと「ドッキドキ！協会マッチング」（2024年1月16日、TBSラジオ）-D1だじゃれグランプリ2024優勝者としてコメント出演

### ネット配信
- フルーツ山梨農業協同組合（JAフルーツ山梨）公式YouTubeチャンネル（2017年6月）
- GYAO!ぶるぺん（2018年12月、GYAO!オリジナル）
- ロリアンワイン祭り 2020-Online-（白百合醸造 公式YouTubeろりあんわいんちゃんねる 2020年11月1日）司会
- Dajareスポーツ大会 2021-Online-（日本だじゃれ活用協会 公式YouTubeチャンネル 2021年7月23日）選手として出場